# Jerónimo Osa Osa Ecoro
Jerónimo Osa Osa Ecoro (ur. w listopadzie 1963) – polityk z Gwinei Równikowej.
Urodził się Añisoc w kontynentalnej części kraju. Zaangażował się w działalność rządzącej Partii Demokratycznej (Partido Democrático de Guinea Ecuatorial, PDGE). W 2004 został mianowany wiceministrem infrastruktury i obszarów miejskich. W sierpniu 2006 przesunięty na analogiczne stanowisko w ministerstwie pracy i opieki społecznej. Od maja 2008 do maja 2012 zajmował pełnił funkcje ministra informacji, turystyki i sportu oraz rzecznika prasowego rządu. W 2013 wybrany do Izby Deputowanych, był szefem klubu parlamentarnego PDGE w tej instytucji. Od 2013 sekretarz generalny PDGE.